# Solaster dawsoni
Espèce
Solaster dawsoni est une espèce d'étoiles de mer carnivore de la famille des Solasteridae.

## Description

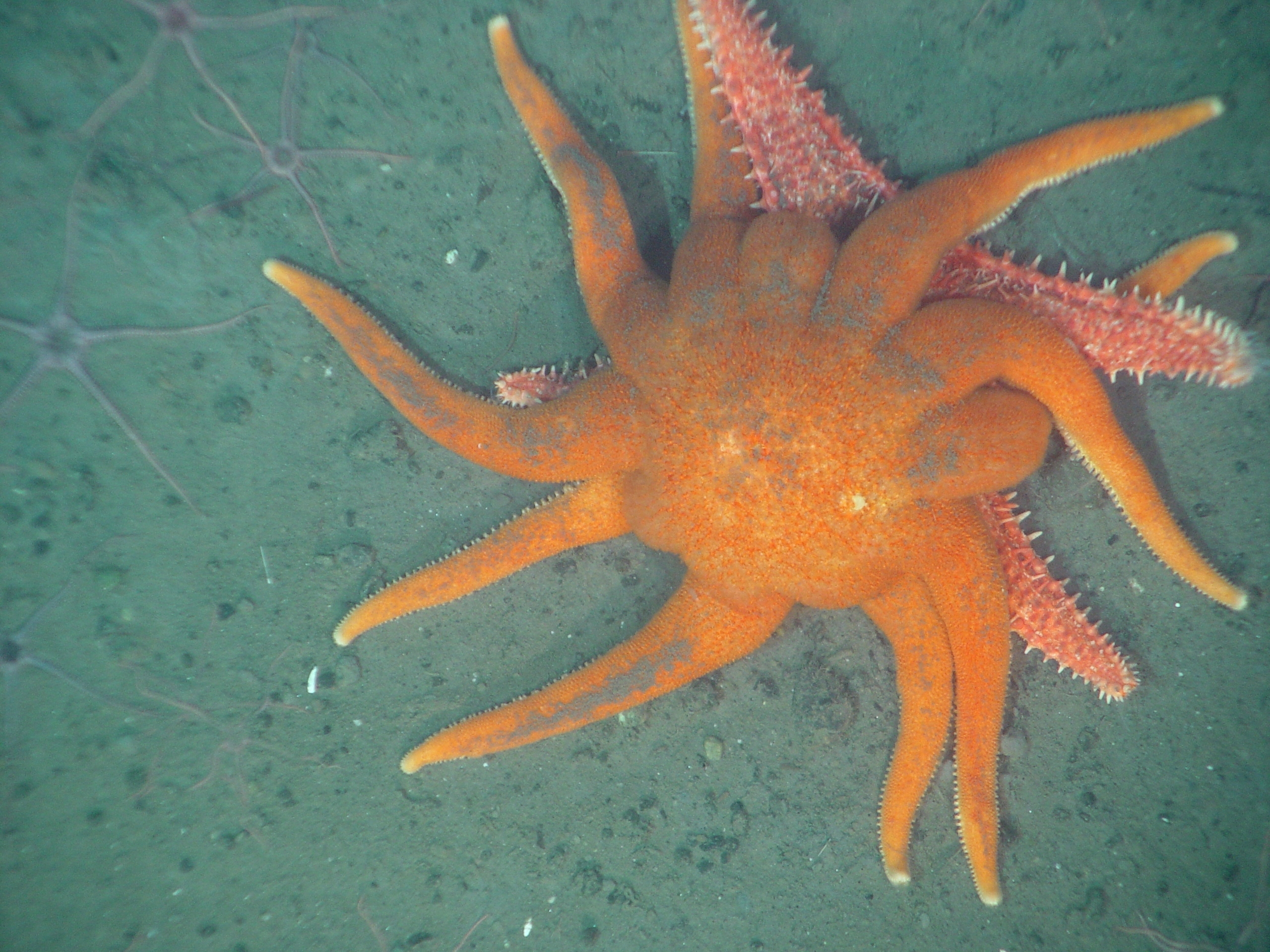
Une Solaster dawsoni attaquant une Hippasteria spinosa.

C'est une très grande étoile aux nombreux bras charnus (entre 8 et 13), dont la couleur relativement uniforme peut aller du brun clair à l'orange vif, en passant par différentes gammes de rose, de beige ou de gris. La face orale est plus claire, généralement crème. Elle porte souvent le bout de ses bras redressé. Cette étoile peut dépasser les 50 cm de diamètre.

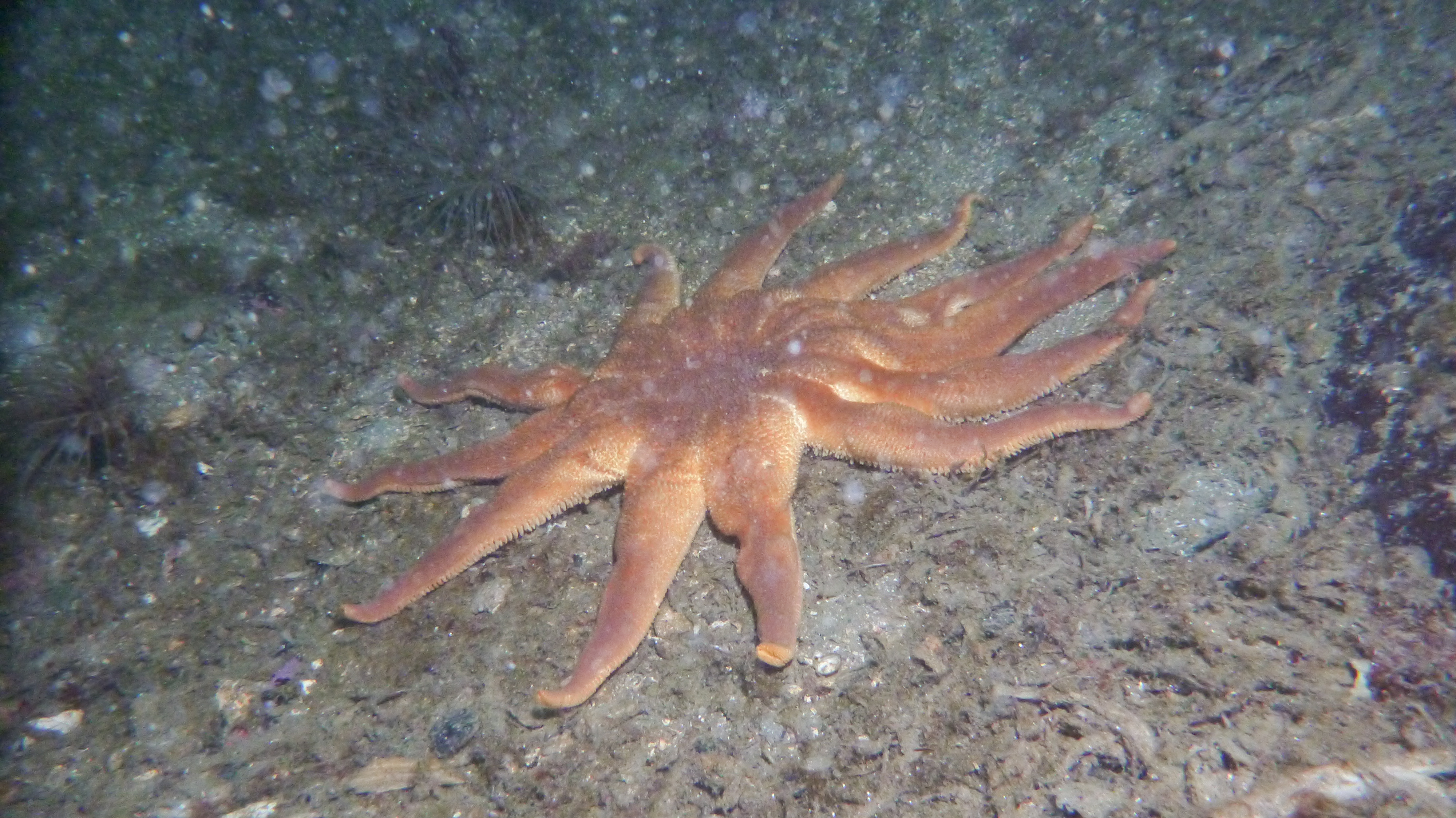
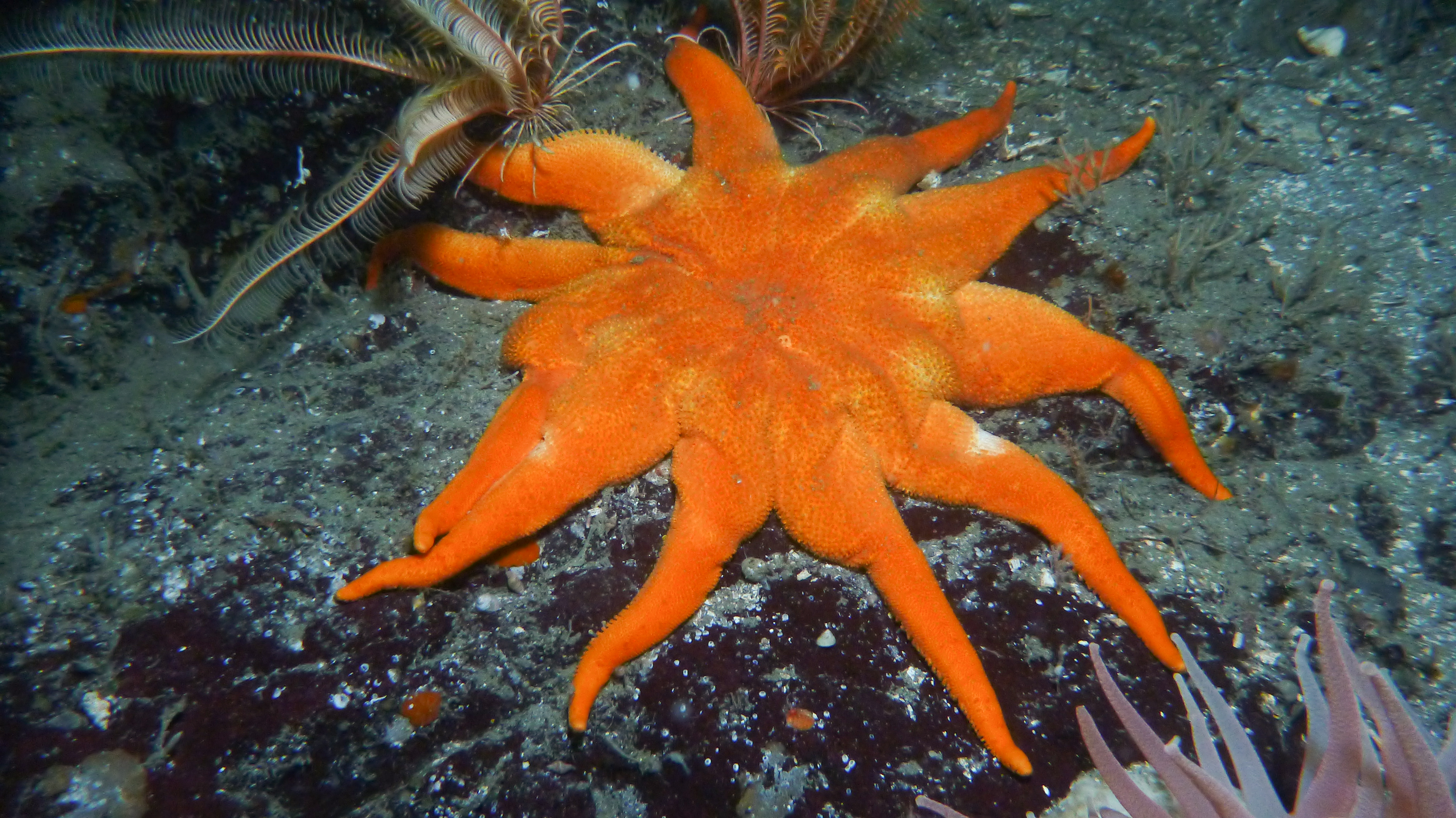
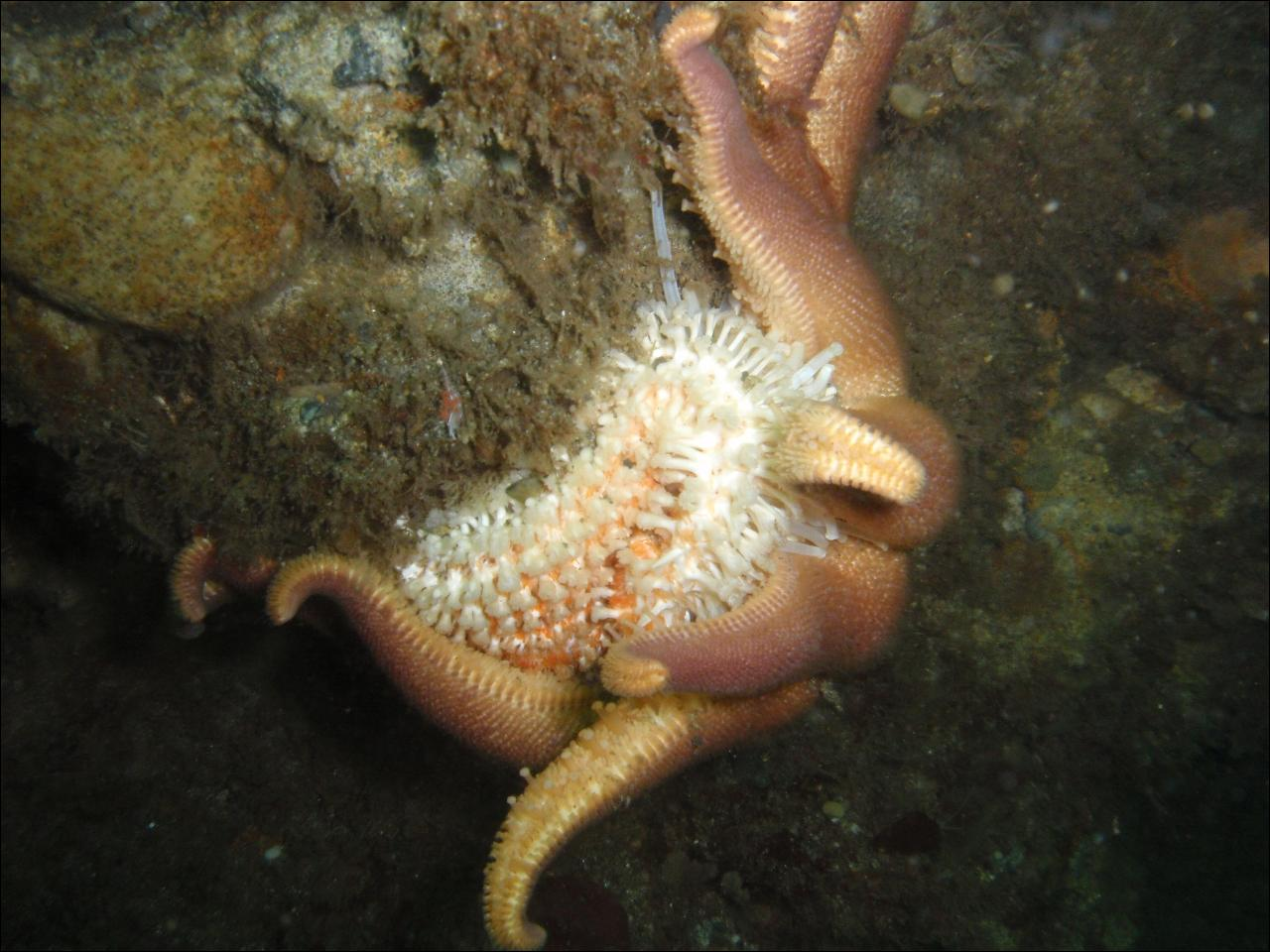
En train de consommer une autre étoile.

## Habitat et répartition
Cette étoile vit dans les eaux froides ou profondes du Pacifique nord, de la Californie au Japon et à l'Alaska. Elle se rencontre parfois près de la surface, mais elle préfère les eaux plus profondes, jusqu'à 420 mètres de profondeur.

## Écologie et comportement
Ces étoiles sont des prédateurs carnivores voraces, capables d'attaquer des animaux plus gros qu'elles (à condition qu'ils soient plus lents), et de mettre plusieurs semaines à les consommer entièrement. Elles immobilisent leurs proies en les escaladant au moyen de leurs puissants podia, puis dévaginent leur estomac sur celle-ci pour la digérer de manière externe au moyen de puissants enzymes, avant de rentrer celui-ci dans le disque central pour le transfert de la nourriture vers la suite du tube digestif.
Cette espèce a la particularité de se nourrir principalement d'autres étoiles de mer (notamment Dermasterias imbricata), y compris au sein de son genre : dans certaines régions, Solaster dawsoni se nourrit ainsi préférentiellement de Solaster stimpsoni. Des cas de cannibalisme à l'intérieur de l'espèce même sont également observés.
Sa seule présence dans un bassin suffit à provoquer d'impressionnants comportements de panique chez les autres étoiles de mer. Même l'étoile carnassière géante Pycnopodia helianthoides prend la fuite à la moindre détection d'une Solaster dawsoni.
Quelques étoiles ont cependant développé des techniques de riposte (notamment via leurs pédicellaires), comme Stylasterias forreri ou Orthasterias koehleri, et Pteraster tesselatus parvient à la dissuader en émettant un mucus toxique.

## Liste des sous-espèces
Selon World Register of Marine Species (19 mai 2014) :
- sous-espèce Solaster dawsoni arcticus Verrill, 1914
- sous-espèce Solaster dawsoni dawsoni Verrill, 1880